# Digitech
A DigiTech é uma fabricante de acessórios eletrônicos para guitarras e baixos elétricos. Fundada na cidade de Sandy, em Utah, EUA.

## Produtos para Guitarra

### Pedais versãosignature
- Weapon (Dan Donegan)
- Crossroads (Eric Clapton)
- Black 13 (Scott Ian)
- Red Special (Brian May)
- Jimi Hendrix Experience (Jimi Hendrix)

### Pedais de Distorção
- Screamin' Blues
- Hot Head
- Death Metal
- Grunge
- Bad Monkey
- PDS 1550

### X Series
- DF-7 Distortion Factory
- CF-7 Chorus Factory
- EX-7 Expression Factory
- DigiDelay
- DigiVerb

- Hot Rod

- Hyper Phase
- Main Squeeze

- Metal Master

- Multi Chorus

- Synth Wah
- Tone Driver

- Turbo Flange

### Multi-efeitos
- RP1
- RP3
- RP5
- RP6
- RP7
- RP10
- RP12
- RP14D
- RP20 (VALVULADA)
- RP21D (VALVULADA)
- GNX1
- GNX2
- GNX3
- GNX3000
- GNX4
- RP90
- RP70
- RP80
- RP50
- RP150
- RP250
- RP350
- RPx400
- RP55
- RP155
- RP255
- RP355
- RP500
- RP1000
- iPB-10

### Multi-efeitos para Estúdio
- GSP1101

### Outros
- Whammy
- JamMan